# Xylophanes ploetzi
Xylophanes ploetzi är en fjärilsart som beskrevs av Heinrich Benno Möschler 1876. Xylophanes ploetzi ingår i släktet Xylophanes och familjen svärmare. Inga underarter finns listade i Catalogue of Life.